# Jelena Alajbeg
Jelena Alajbeg est une joueuse de volley-ball croate née le 1er octobre 1989 à Kaštela. Elle mesure 1,85 m et joue au poste d'attaquante. Elle totalise 36 sélections en équipe de Croatie.

## Clubs
| Club                   | De        | À         |
| ---------------------- | --------- | --------- |
| OK Kaštela             | 2006-2007 | 2007-2008 |
| Palma Volley           | 2008-2009 | 2008-2009 |
| CSU Metal Galaţi       | 2009-2010 | 2009-2010 |
| VBC Voléro Zurich      | 2010-2011 | 2011-2012 |
| Severstal Tcherepovets | 2012-2013 | 2012-2013 |
| İlbank Ankara          | 2013-2014 | 2014-2015 |
| CS Volei Alba-Blaj     | jan 2016  | mai 2016  |
| CSM Bucureşti          | 2016-2017 | 2016-2017 |
| Çanakkale Belediye     | 2017-2018 | 2017-2018 |
| CSM Târgoviște         | 2018-2019 | …         |

## Palmarès

### Équipe nationale
- Championnat d'Europe des moins de 20 ans
  - Finaliste : 2006.

### Clubs
- Championnat de Roumanie
  - Vainqueur : 2010, 2016.
  - Finaliste : 2017.
- Championnat de Suisse
  - Vainqueur : 2011, 2012.
- Coupe de Suisse
  - Vainqueur : 2011, 2012.
- Coupe de Roumanie
  - Finaliste : 2019.

### Distinctions individuelles
- Championnat d'Europe féminin de volley-ball des moins de 18 ans 2005: Meilleure serveuse.